# فيكتور البستاني
فكتور ملحم البستاني (21 مارس 1915 - 1989) كاتب وشاعر لبناني. ولد في الدّبيّة في قضاء الشوف لعائلة معروفة، وتلقى علومه في مدرستها، ثم انتسب إلى مدرسة عين ورقة وتخرّج بها. برز موهبته الشعرية في شبابه، حتى لقّب بـ«شاعر المدرسة». عمل مدرّسًا للأدب بعد تخرّجه لسنوات طويلة. ترأس تحرير عدة مجلات لبنانية. له دواوين شعرية ومؤلفات مطبوعة ومخطوطة.

## سيرته
ولد فكتور ملحم إبراهيم البستاني يوم 21 مارس 1915 في دبية في قضاء الشوف في محافظة جبل لبنان ونشأ بها. نسبه بالكامل هو فكتور بن ملحم بن إبراهيم بن إلياس بن إبراهيم بن أنطون بن نصار بن نادر بن خالد بن ناصر بن مقيم البستاني. تلقى علومه في مدرسة بلدته، ثم في مدرسة عين ورقة. برز مواهبه الأدبية منذ صغره فلقب بـ«شاعر المدرسة». وبعد تخرجه اختير معلماً للأدب لسنوات عدة في معهد أم المدارس. ثم عرضت له في 1939 وظيفة في الجزيرة الفراتية، ولم يلبث أن ترك الوظيفة والتحق أستادًا بمدرسة للعازاريين في دمشق وقام بتدريس الآداب العربية. ثم تركها وعاد إلى لبنان، فعين معلماً للآداب العربية في مدرسة الآباء الرسل في جونية، وعهد إليه معهد الفرير بتدريس الأدب العربية حتى تقاعده.

دخل الصحافة وأسهم في تحرير عدد من المجلات وشغل وظيفة رأس تحريرها، منها: «المنارة»، و«سيدة لبنان»، و«الكرمة»، و«الرسالة».

توفي فيكتور البستاني سنة 1989.

## شعره
ذكر في معجم البابطين عنه «شاعر قومي، تنحو قصائده نحو التاريخ وتهتم بإبراز المجد العربي في توحيد أرض الجزيرة، ومنجز الزعماء والقادة، برزت فيها الروح الملحمية، انشغلت تجربته بمنطقة شبه الجزيرة العربية فأفرد مساحة كبرى للملك عبدالعزيز آل سعود استلهم فيها تاريخه وكفاحه وأبرز ملامح العظمة فيه، له قصائد مُحكمة البناء من أظهرها حواريته: «وضحا ومنصور» التي اكتسبت شهرة بين متلقي الشعر.».

## جوائزه
حصل على وسام المعارف المذهب ووسام الاستحقاق اللبناني.

## مؤلفاته
من دواوينه الشعرية:
- «ثورة وجهاد»، 1945.
- «ملك الملوك»، 1953.
- «بطل الجزيرة»: مطولة شعرية‌ أو ملحمة حول الملك عبد العزيز آل سعود، 1955.
- «غادة فينيقية»، مخطوطة.
- «آدم وحواء»، مخطوطة.

من نثره:
- «العرب في الأندلس والموشّحات»، كتاب تدريس لطلبة القسم الأول من البكالوريا، 1950.
- «يسوع الملك على مرتفعات نهر الكلب»، 1953.
- «ابن العاصفة»، 1969.

من مؤلفاته مخطوطة:
- الأدب العربي في الغربال.
- لبيك يا بني.
- أشباح على الرمال، أو رحلة سنوحي.
- ملك الهنود.
- المملوك الشارد.
- الملك الزائل في الملك الجاهل.
- الشبح الأسود في مجاهل البرازيل.

## وصلات خارجية
- في موقع الأرشيف المجلات